# Объёмные гидромашины
Объёмные гидромашины — гидравлические машины, рабочий процесс которой основан на попеременном заполнении рабочей камеры жидкостью и вытеснении ее из рабочей камеры. В свою очередь, под рабочей камерой объемной гидромашины понимается ограниченное пространство внутри машины (одно или более), периодически изменяющее свой объем и попеременно сообщающееся с местами входа и выхода жидкости.
В соответствии с тем, создают гидромашины поток жидкости или используют его, их разделяют на объемные гидронасосы и объёмные гидромоторы. Объёмные гидронасосы преобразуют энергию поступательного или вращательного движения в энергию потока жидкости. Объёмные гидродвигатели (гидромоторы) преобразуют энергию потока и давления жидкости в энергию поступательного или вращательного движения выходного звена. Специфическим свойством объёмных гидромашин является обратимость — способность работать как в качестве насоса, так и в качестве гидромотора. 
Являются основным элементом объёмного гидропривода.

## Классификация объёмных гидромашин

### Основные типы обратимых объёмных гидромашин
Шестерённая гидромашина
ОГ роторного типа с рабочими звеньями в виде шестерён.
Коловратная гидромашина
ОГ роторного типа с вращающимися рабочими звеньями, находящимися в контакте друг с другом, но не передающими крутящий момент.
Винтовая гидромашина
ОГ роторного типа с рабочими звеньями в виде винтов и перемещением жидкости вдоль оси их вращения.
Шиберная гидромашина
ОГ роторного типа с рабочими звеньями в виде шиберов разной формы, совершающих возвратно-поступательное или поворотное движение.
В зависимости от вида шиберов ОГ данного типа подразделяются на пластинчатые и фигурно-шиберные.
Аксиально-поршневая гидромашина
Также — аксиально-плунжерная гидромашина
Роторно-поршневая ОГ, с рабочими звеньями в виде поршней (плунжеров), у которой оси поршней расположены в пределах от 0 до 45 градусов к оси блока цилиндров.
Подразделяются на аксиально-поршневые ОГ трёх типов: с наклонным блоком, с наклонным диском, с фигурным диском.
Радиально-поршневая гидромашина
Также — радиально-плунжерная гидромашина
Роторно-поршневая ОГ, с рабочими звеньями в виде поршней (плунжеров), у которой оси поршней расположены в пределах от 45 до 90 градусов к оси блока цилиндров.
Подразделяются на радиально-поршневые ОГ двух типов: кривошипные и кулачковые.